# Општина Зинакантепек (Мексико)
Зинакантепек (шп. Zinacantepec) општина је у Мексику у савезној држави Мексико. Општина се налази на надморској висини од 2746 м.

## Становништво
Према подацима из 2010. у општини је живело 167759 становника.

### Хронологија
| Година       | 2000                   | 2005                   | 2010                   |
| ------------ | ---------------------- | ---------------------- | ---------------------- |
| Становништво | 121850 (60118 / 61732) | 136167 (66918 / 69249) | 167759 (82109 / 85650) |

### Попис
| \| \| м \| \| \| ж \| \| 0—2 \| 5.380 \| \| \| 5.083 \| \| 3—5 \| 5.461 \| \| \| 5.362 \| \| 6—11 \| 10.860 \| \| \| 10.820 \| \| 12—14 \| 5.050 \| \| \| 4.944 \| \| 15—17 \| 5.297 \| \| \| 5.095 \| \| 18—24 \| 10.878 \| \| \| 11.404 \| \| 60+ \| 4.516 \| \| \| 5.439 \| \| Просек : \| 27,1 \| \| \| 28,1 \| |        |  |  |        |
| |        |  |  |        |
| | м      |  |  | ж      |
| 0—2 | 5.380  |  |  | 5.083  |
| 3—5 | 5.461  |  |  | 5.362  |
| 6—11 | 10.860 |  |  | 10.820 |
| 12—14 | 5.050  |  |  | 4.944  |
| 15—17 | 5.297  |  |  | 5.095  |
| 18—24 | 10.878 |  |  | 11.404 |
| 60+ | 4.516  |  |  | 5.439  |
| Просек : | 27,1   |  |  | 28,1   |

| #   | Индикатор                                                                                        | Вредност |
| --- | ------------------------------------------------------------------------------------------------ | -------- |
| 1   | Становништво од 0 до 2 године                                                                    | 10463    |
| 2   | Мушко становништво од 0 до 2 године                                                              | 5380     |
| 3   | Женско становништво од 0 до 2 године                                                             | 5083     |
| 4   | Становништво са 3 и више година                                                                  | 155885   |
| 5   | Мушко становништво са 3 и више година                                                            | 76024    |
| 6   | Женско становништво са 3 и више година                                                           | 79861    |
| 7   | Становништво са 5 и више година                                                                  | 148552   |
| 8   | Мушко становништво са 5 и више година                                                            | 72331    |
| 9   | Женско становништво са 5 и више година                                                           | 76221    |
| 10  | Становништво са 12 и више година                                                                 | 123382   |
| 11  | Мушко становништво са 12 и више година                                                           | 59703    |
| 12  | Женско становништво са 12 и више година                                                          | 63679    |
| 13  | Становништво са 15 и више година                                                                 | 113388   |
| 14  | Мушко становништво са 15 и више година                                                           | 54653    |
| 15  | Женско становништво са 15 и више година                                                          | 58735    |
| 16  | Становништво са 18 и више година                                                                 | 102996   |
| 17  | Мушко становништво са 18 и више година                                                           | 49356    |
| 18  | Женско становништво са 18 и више година                                                          | 53640    |
| 19  | Становништво од 3 до 5 година                                                                    | 10823    |
| 20  | Мушко становништво од 3 до 5 година                                                              | 5461     |
| 21  | Женско становништво од 3 до 5 година                                                             | 5362     |
| 22  | Становништво од 6 до 11 година                                                                   | 21680    |
| 23  | Мушко становништво од 6 до 11 година                                                             | 10860    |
| 24  | Женско становништво од 6 до 11 година                                                            | 10820    |
| 25  | Становништво од 8 до 14 година                                                                   | 24393    |
| 26  | Мушко становништво од 8 до 14 година                                                             | 12314    |
| 27  | Женско становништво од 8 до 14 година                                                            | 12079    |
| 28  | Становништво од 12 до 14 година                                                                  | 9994     |
| 29  | Мушко становништво од 12 до 14 година                                                            | 5050     |
| 30  | Женско становништво од 12 до 14 година                                                           | 4944     |
| 31  | Становништво од 15 до 17 година                                                                  | 10392    |
| 32  | Мушко становништво од 15 до 17 година                                                            | 5297     |
| 33  | Женско становништво од 15 до 17 година                                                           | 5095     |
| 34  | Становништво од 18 до 24 године                                                                  | 22282    |
| 35  | Мушко становништво од 18 до 24 године                                                            | 10878    |
| 36  | Женско становништво од 18 до 24 године                                                           | 11404    |
| 37  | Женско становништво од 15 до 49 година                                                           | 47682    |
| 38  | Становништво са 60 и више година                                                                 | 9955     |
| 39  | Мушко становништво са 60 и више година                                                           | 4516     |
| 40  | Женско становништво са 60 и више година                                                          | 5439     |
| 41  | Однос између мушкараца и жена                                                                    | 95.87    |
| 42  | Становништво од нуле до 14 година                                                                | 52960    |
| 43  | Становништво од 15 до 64 године                                                                  | 106790   |
| 44  | Становништво од 65 година и више                                                                 | 6598     |
| 45  | Просечан број деце                                                                               | 2.29     |
| 46  | Становништво рођено у ентитету                                                                   | 156735   |
| 47  | Мушко становништво рођено у ентитету                                                             | 76945    |
| 48  | Женско становништво рођено у ентитету                                                            | 79790    |
| 49  | Становништво рођено у другом ентитету                                                            | 9030     |
| 50  | Мушко становништво рођено у другом ентитету                                                      | 4182     |
| 51  | Женско становништво рођено у другом ентитету                                                     | 4848     |
| 52  | Становништво од 5 година и више резидентно у ентитету у јуну 2005. године                        | 145308   |
| 53  | Мушко становништво старосног доба од 5 година и више, резидентно у ентитету у јуну 2005. године  | 70687    |
| 54  | Женско становништво старосног доба од 5 и више година, резидентно у ентитету у јуну 2005. године | 74621    |
| 55  | Становништво од 5 година и више које је живело у другом ентитету у јуну 2005. године             | 1819     |
| 56  | Мушко становништво старије од 5 година које је живело у другом ентитету у јуну 2005. године      | 884      |
| 57  | Женско становништво старије од 5 година које је живело у другом ентитету у јуну 2005. године     | 935      |
| 58  | Становништво од 3 године и више које говори аутохтони језик                                      | 794      |
| 59  | Мушко становништво старо 3 године и више које говори аутохтони језик                             | 376      |
| 60  | Женско становништво старо 3 године и више које говори аутохтони језик                            | 418      |
| 61  | Становништво од 3 године и више које говори аутохтони језик и не говори шпански језик            | 2        |
| 62  | Мушко становништво старо 3 године и више које говори аутохтони језик и не говори шпански         | 0        |
| 63  | Женско становништво старо 3 године и више које говори аутохтони језик и не говори шпански језик  | 2        |
| 64  | Становништво старо 3 године и више које говори аутохтони језик и шпански                         | 577      |
| 65  | Мушко становништво старо 3 године и више које говори аутохтони језик и шпански                   | 271      |
| 66  | Женско становништво старо 3 године и више које говори аутохтони језик и шпански                  | 306      |
| 67  | Становништво од 5 година и више које говори аутохтони језик                                      | 786      |
| 68  | Становништво од 5 година и више које говори аутохтони језик и не говори шпански језик            | 2        |
| 69  | Становништво од 5 година и више које говори аутохтони језик и говори шпански језик               | 577      |
| 70  | Становништво у домородачким домаћинствима                                                        | 2082     |
| 71  | Становништво са ограничењима у активностима                                                      | 4278     |
| 72  | Становништво са ограниченим ходањем или кретањем, горе или доле                                  | 2223     |
| 73  | Становници са ограничењима вида, чак и уз кориштење сочива                                       | 1079     |
| 74  | Становништво са ограничењима говора, комуникације или конверзације                               | 449      |
| 75  | Становништво са ограниченим слухом                                                               | 426      |
| 76  | Становништво са ограничењима при одевању, купању или јелу                                        | 225      |
| 77  | Становништво са ограничењима у опажању или учењу једноставних ствари                             | 267      |
| 78  | Становништво са менталним ограничењима                                                           | 400      |
| 79  | Становништво без ограничења активности                                                           | 161269   |
| 80  | Становништво од 3 до 5 година које не похађа школу                                               | 5286     |
| 81  | Мушко становништво од 3 до 5 година које не похађа школу                                         | 2683     |
| 82  | Женско становништво од 3 до 5 година које не похађа школу                                        | 2603     |
| 83  | Становништво од 6 до 11 година које не похађа школу                                              | 442      |
| 84  | Мушко становништво од 6 до 11 година које не похађа школу                                        | 221      |
| 85  | Женско становништво од 6 до 11 година које не похађа школу                                       | 221      |
| 86  | Становништво од 12 до 14 година које не похађа школу                                             | 693      |
| 87  | Мушко становништво од 12 до 14 година које не похађа школу                                       | 359      |
| 88  | Женско становништво од 12 до 14 година које не похађа школу                                      | 334      |
| 89  | Становништво од 15 до 17 година похађа школу                                                     | 6801     |
| 90  | Мушко становништво од 15 до 17 година похађа школу                                               | 3422     |
| 91  | Женско становништво између 15 и 17 година живота у школи                                         | 3379     |
| 92  | Становништво од 18 до 24 године похађа школу                                                     | 5356     |
| 93  | Мушко становништво од 18 до 24 године похађа школу                                               | 2682     |
| 94  | Женско становништво од 18 до 24 године похађа школу                                              | 2674     |
| 95  | Становништво од 8 до 14 година које не може да чита и пише                                       | 391      |
| 96  | Мушко становништво старосног доба од 8 до 14 година које не може да чита и пише                  | 227      |
| 97  | Женско становништво старосног доби од 8 до 14 година које не може да чита и пише                 | 164      |
| 98  | Становништво од 15 година и више које је неписмено                                               | 7110     |
| 99  | Мушко становништво од 15 година и више које је неписмено                                         | 2065     |
| 100 | Женско становништво од 15 година и више које је неписмено                                        | 5045     |
| 101 | Становништво старо 15 и више година без школовања                                                | 7119     |
| 102 | Мушко становништво старо 15 и више година без школовања                                          | 2211     |
| 103 | Женско становништво старо 15 и више година без школовања                                         | 4908     |
| 104 | Становништво старосног доба 15 и више година са непотпуним основним образовањем                  | 12345    |
| 105 | Мушко становништво старосног доба од 15 година и више са непотпуном основним образовањем         | 5199     |
| 106 | Женско становништво старосног доба 15 и више година са непотпуном основним образовањем           | 7146     |
| 107 | Становништво старо 15 и више година са комплетним основним образовањем                           | 20536    |
| 108 | Мушко становништво старо 15 година и више са комплетним основним образовањем                     | 9498     |
| 109 | Женско становништво старо 15 и више година са комплетним основним образовањем                    | 11038    |
| 110 | Становништво старосног доба 15 и више година са непотпуним средњим образовањем                   | 4807     |
| 111 | Мушко становништво старосног доба од 15 година и више са непотпуним средњим образовањем          | 2748     |
| 112 | Женско становништво старосног доба од 15 година и више са непотпуним средњим образовањем         | 2059     |
| 113 | Становништво старо 15 и више година са пуним секундарном образовањем                             | 32180    |
| 114 | Мушко становништво старосног доба од 15 година и више са пуним секундарном образовањем           | 17413    |
| 115 | Женско становништво старосног доба од 15 година и више са пуним секундарном образовањем          | 14767    |
| 116 | Становништво старије од 18 година са постосновним образовањем                                    | 32385    |
| 117 | Мушко становништво старије од 18 година са постосновним образовањем                              | 15805    |
| 118 | Женско становништво старије од 18 година са постосновним образовањем                             | 16580    |
| 119 | Просечна оцена школовања                                                                         | 8.53     |
| 120 | Просечан ниво образовања мушке популације                                                        | 8.84     |
| 121 | Просечан ниво образовања женског становништва                                                    | 8.24     |
| 122 | Економски активно становништво                                                                   | 62919    |
| 123 | Економски активна мушка популација                                                               | 44631    |
| 124 | Економски активна женска популација                                                              | 18288    |
| 125 | Становништво које није економски активно                                                         | 59918    |
| 126 | Мушко становништво које није економски активно                                                   | 14755    |
| 127 | Женско становништво које није економски активно                                                  | 45163    |
| 128 | Запослено становништво                                                                           | 58912    |
| 129 | Запослено мушко становништво                                                                     | 41225    |
| 130 | Запослено женско становништво                                                                    | 17687    |
| 131 | Незапослена популација                                                                           | 4007     |
| 132 | Незапослена мушка популација                                                                     | 3406     |
| 133 | Незапослена женска популација                                                                    | 601      |
| 134 | Становништво без права на здравствене услуге                                                     | 55604    |
| 135 | Становништво које има право на здравствене услуге                                                | 110450   |
| 136 | Становништво које има право на ИМСС                                                              | 44185    |
| 137 | Становништво које има право на социјално осигурање                                               | 5746     |
| 138 | Становништво које има право на државно социјално осигурање                                       | 12297    |
| 139 | Становништво које има право на опште осигурање или здравствено осигурање за нову генерацију      | 44195    |
| 140 | Становништво које је било једном или није било у браку током 12 година и више                    | 41970    |
| 141 | Венчано или уједињено становништво од 12 година и више                                           | 72742    |
| 142 | Становништво које је било у браку или уједињено 12 година и више                                 | 8440     |
| 143 | Становништво са католичком религијом                                                             | 156174   |
| 144 | Протестанти, еванђелисти и библијски следбеници различити од еванђелиста                         | 6047     |
| 145 | Становништво са другим религијама различитим од претходних                                       | 76       |
| 146 | Становништво без религије                                                                        | 1255     |
| 147 | Укупно пописаних домаћинства                                                                     | 37209    |
| 148 | Пописна домаћинства на челу са мушкарцима                                                        | 30575    |
| 149 | Пописна домаћинства на челу са женама                                                            | 6634     |
| 150 | Становништво у пописним домаћинствима                                                            | 166022   |
| 151 | Становништво у пописним домаћинствима на челу са мушкарцима                                      | 141011   |
| 152 | Становништво у пописним домаћинствима на челу са женама                                          | 25011    |
| 153 | Укупно домаћинстава                                                                              | 45218    |
| 154 | Укупно насељених домаћинстава                                                                    | 37665    |
| 155 | Укупно приватних кућа                                                                            | 44762    |
| 156 | Насељени приватни домови                                                                         | 37209    |
| 157 | Укупно насељених приватних кућа                                                                  | 37660    |
| 158 | Ненасељене приватне куће                                                                         | 6030     |
| 159 | Појединачна домаћинства за привремену употребу                                                   | 1523     |
| 160 | Становници у насељеним приватним кућама                                                          | 166022   |
| 161 | Насељеност станара у приватним становима                                                         | 4.46     |
| 162 | Просечно становника по соби у приватним насељеним домаћинствима                                  | 1.15     |
| 163 | Појединачна домаћинства са подовима од различитих материјала од земље                            | 34697    |
| 164 | Појединачна домаћинства у приземљу                                                               | 2321     |
| 165 | Појединачна домаћинства са једном спаваћом собом                                                 | 11837    |
| 166 | Појединачна домаћинства са две спаваће собе и више                                               | 25201    |
| 167 | Појединачна домаћинства са једним собом                                                          | 1979     |
| 168 | Појединачна домаћинства са две собе                                                              | 6348     |
| 169 | Појединачна домаћинства са 3 собе и више                                                         | 28663    |
| 170 | Појединачна домаћинства која имају електрично светло                                             | 36549    |
| 171 | Појединачна домаћинства која немају електрично светло                                            | 492      |
| 172 | Појединачна домаћинства која имају водоводну воду у стамбеном простору                           | 30477    |
| 173 | Појединачна домаћинства која немају водоводну воду у стамбеном простору                          | 6536     |
| 174 | Појединачна домаћинства која имају тоалет                                                        | 35204    |
| 175 | Појединачна домаћинства која имају канализацију                                                  | 34402    |
| 176 | Појединачна домаћинства која немају канализацију                                                 | 2528     |
| 177 | Појединачна домаћинства која имају електрично светло, довод воде из јавне мреже и канализацију   | 28965    |
| 178 | Појединачна домаћинства без икаквих услова                                                       | 829      |
| 179 | Појединачна домаћинства која имају радио                                                         | 31107    |
| 180 | Појединачна домаћинства која имају телевизор                                                     | 35293    |
| 181 | Појединачна домаћинства која имају фрижидер                                                      | 23483    |
| 182 | Појединачна домаћинства која имају машину за веш                                                 | 16707    |
| 183 | Појединачна домаћинства која имају аутомобил или комби                                           | 15386    |
| 184 | Појединачна домаћинства која имају рачунар                                                       | 8414     |
| 185 | Појединачна домаћинства која имају фиксну телефонску линију                                      | 12886    |
| 186 | Појединачна домаћинства која имају мобилни телефон                                               | 20545    |
| 187 | Појединачна домаћинства која имају приступ интернету                                             | 5096     |